# L'Anunciació (Van Eyck, Madrid)
El Díptic de l'Anunciació és un oli sobre taula pintat per Jan van Eyck. Així com l'autoria està confirmada, la datació varia segons els autors, establint-se actualment un període de realització de 1435-1441. Està format per dues taules, cadascuna de les quals mesura 39 cm d'alt i 24 cm d'ample. Es conserva en el Museu Thyssen-Bornemisza, Madrid.
Segons el catàleg del museu, aquesta Anunciació procedeix d'una col·lecció privada francesa i va ser adquirida per a la col·lecció Thyssen el 1933.
Representa el tema de l'Anunciació de l'arcàngel Gabriel a Maria que serà mare, segons es relata a l'Evangeli de Lluc. Com és freqüent a l'obra de Van Eyck, hi ha inscripcions en els marcs, que serveixen com a trompe-l'œil. Aquí reprodueixen la primera i última frase del diàleg. Sobre Gabriel figura la salutació que dirigeix a Maria: "Salve, plena de gràcia, el Senyor és amb tu" (1-28), i sobre Maria: "Heus aquí la serva del Senyor; faci's en mi, segons la teva paraula" (1-38).
És una de les obres més revolucionàries de la pintura del període dels primitius flamencs. L'element innovador d'aquesta pintura és el treball de Jan Van Eyck a l'hora de fingir que són dues escultures inserides en nínxols, en què, tant el marc com l'ala de l'àngel que sembla sobrepassar-lo, són un trompe-l'œil. També les peanyes de pedra sobre les quals s'alcen les suposades estàtues sobresurten dels marcs. Ja al Políptic de Gant va invertir el tradicional predomini de l'escultura sobre la pintura als retaules, fent que el retaule fos íntegrament pintat i, a més, fingint que hi ha dues escultures amb els finestrons tancats, davant les quals preguen els donants. Aquí, com en el Políptic de Gant, les figures estan realitzades en grisalla. Són com petites estàtues que reposen en peanyes amb un fons negre de marbre polit sobre el qual es reprodueix, a manera de mirall, el que representa la part posterior de les escultures. Sap reproduir les diferents textures de la pedra. Fa l'efecte d'una veritable obra tridimensional, llevat del colom, que evidentment mai podria estar esculpida en solitari, sense res que la sustentés.